# The Source (Ayreon)
The Source è il nono album in studio del gruppo musicale olandese Ayreon, pubblicato il 28 aprile 2017 dalla Mascot Label Group.

## Antefatti
Nei primi giorni di ottobre 2016 Arjen Anthony Lucassen ha reso pubblico un filmato nel quale è stata rivelata la pubblicazione di un nuovo album in studio previsto per l'anno seguente. Nel periodo tra novembre e dicembre 2016 Lucassen, attraverso la pagina Facebook degli Ayreon, ha rivelato tutti gli ospiti d'eccezione che hanno preso parte alle registrazioni dell'album, tra cui James LaBrie dei Dream Theater, Paul Gilbert, Simone Simons degli Epica, Mark Kelly dei Marillion, Floor Jansen dei Nightwish, Russell Allen dei Symphony X e Tommy Rogers dei Between the Buried and Me.
Il 19 gennaio 2017 Lucassen ha infine annunciato il titolo e la copertina dell'album, rivelandone la lista tracce cinque giorni più tardi.

## Promozione
In contemporanea con l'annuncio di The Source, Lucassen ha pubblicato attraverso il proprio canale YouTube l'audio del brano d'apertura The Day That the World Breaks Down, il quale vede la partecipazione di quasi tutti i cantanti dell'album. Il 23 febbraio è stata invece la volta del lyric video di Everbody Dies, terza traccia del disco, e intorno allo stesso periodo Lucassen ha annunciato un contest volto alla realizzazione di un video musicale per il brano The Source Will Flow, pubblicando i quattro video finalisti il 21 marzo 2017.
Il 3 maggio 2017 il musicista ha pubblicato attraverso il proprio canale YouTube il lyric video di Run! Apocalypse! Run!.

## Tracce
Testi e musiche di Arjen Anthony Lucassen.
CD 1
- Chronicle 1: The 'Frame

1. The Day That the World Breaks Down – 12:32
2. Sea of Machines – 5:08
3. Everybody Dies – 4:42

- Chronicle 2: The Aligning of the Ten

1. Star of Sirrah – 7:03
2. All That Was – 3:36
3. Run! Apocalypse! Run! – 4:52
4. Condemned to Live – 6:14

CD 2
- Chronicle 3: The Transmigration

1. Aquatic Race – 6:46
2. The Dream Dissolves – 6:11
3. Deathcry of a Race – 4:43
4. Into the Ocean – 4:53

- Chronicle 4: The Rebirth

1. Bay of Dreams – 4:24
2. Planet Y Is Alive! – 6:02
3. The Source Will Flow – 4:13
4. Journey to Forever – 3:19
5. The Human Compulsion – 2:15
6. March of the Machines – 1:40

DVD bonus nell'edizione speciale
1. Videoclips (Everybody Dies, Star of Sirrah, Run! Apocalypse! Run!, The Day That the World Breaks Down) – 28:34
2. Interviews - Behind the Scenes – 31:11
3. 5.1 Audio Mix – 88:30

## Formazione
Musicisti
- James LaBrie – voce di The Historian
- Tommy Karevik – voce di The Opposition Leader
- Tommy Rogers – voce di The Chemist
- Simone Simons – voce di The Counselor
- Nils K Rue – voce di The Prophet
- Tobias Sammet – voce di The Captain
- Hansi Kürsch – voce di The Astronomer
- Michael Mills – voce e testi di TH-1
- Russell Allen – voce di The President
- Michael Eriksen – voce di The Diplomat
- Floor Jansen – voce di The Biologist
- Will Shaw, Wilmer Waarbroek, Jan Willem Ketelaars, Lisette van der Berg – voci della Ship's Crew
- Arjen Lucassen – chitarra elettrica e acustica, basso, mandolino, sintetizzatore, Hammond, Solina Strings
- Joost van der Broek – pianoforte, pianoforte elettrico
- Ed Warby – batteria
- Ben Mathot – violino
- Maaike Peterse – viola
- Jeroen Goossens – strumenti a fiato
- Paul Gilbert – chitarra solista (CD 1: traccia 4)
- Mark Kelly – sintetizzatore (CD 2: traccia 2)
- Zaher Zorgati – voce di The Preacher (CD 2: traccia 3)
- Marcel Coenen – chitarra solista (CD 2: traccia 2)
- Guthrie Govan – chitarra solista (CD 2: traccia 6)

Produzione
- Arjen Lucassen – produzione, registrazione, missaggio
- Brett Caldas-Lima – mastering

## Classifiche
| Classifica (2017)         | Posizione massima |
| ------------------------- | ----------------- |
| Austria                   | 21                |
| Belgio (Fiandre)          | 38                |
| Belgio (Vallonia)         | 36                |
| Finlandia                 | 24                |
| Francia                   | 57                |
| Germania                  | 10                |
| Italia                    | 52                |
| Norvegia                  | 21                |
| Paesi Bassi               | 1                 |
| Stati Uniti (heatseekers) | 5                 |
| Svezia                    | 27                |
| Svizzera                  | 17                |